# Jean-Baptiste-Antoine Forqueray
Jean-Baptiste-Antoine Forqueray (* 3. April 1699 in Paris; † 19. Juli/15. August? 1782 ebenda) war ein französischer Gambist und Komponist.

## Leben und Werke

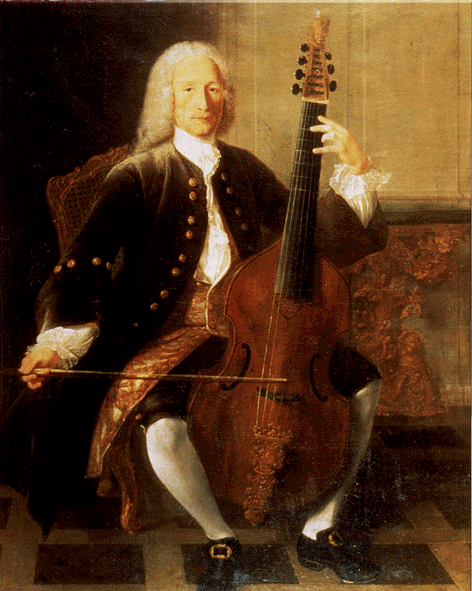
Jean-Baptiste-Antoine Forqueray

Forqueray stammte aus einer Musikerfamilie. Wie bereits sein Vater, Antoine Forqueray, war auch Jean-Baptiste-Antoine ein Wunderkind; bereits mit fünf oder sechs Jahren spielte er vor dem König. Als beliebter Virtuose am Hof und in den Musiksalons erregte er die Eifersucht seines Vaters, der ihn zeitweilig ins Gefängnis werfen ließ und aus Frankreich auswies. Im Februar 1726 kehrte Jean-Baptiste-Antoine Forqueray nach zweimonatigem Exil zurück und führte seine Karriere als Musiker in Versailles und bei den Concerts Spirituels weiter. 1727 ging er zusammen mit Jean-Pierre Guignon auf Tournee nach Rennes und Nantes. Oftmals kam er in Kontakt mit wichtigen Persönlichkeiten der französischen und ausländischen Aristokratie.
Im Herbst 1737 spielte Forqueray zusammen mit Georg Philipp Telemann dessen Nouveaux Quatuors. September 1742 übernahm er als Nachfolger seines Vaters das Amt des Hofsängers, das er bis 1761 behielt. Anschließend stellte er sich in den Dienst des Fürsten von Conti. Nach dessen Tod 1776 zog er sich vom Musikleben zurück. Aus zweiter Ehe mit der bekannten Cembalistin Marie-Rose Dubois hatte Forqueray zwei Kinder.
Forquerays originelle Pièces de viole sind ein Höhepunkt der virtuosen Gambentradition in Frankreich.